# Cantonul Vercel-Villedieu-le-Camp
Cantonul Vercel-Villedieu-le-Camp este un canton din arondismentul Pontarlier, departamentul Doubs, regiunea Franche-Comté, Franța.

## Comune
- Adam-lès-Vercel
- Athose
- Avoudrey
- Belmont
- Bremondans
- Chasnans
- Chaux-lès-Passavant
- Chevigney-lès-Vercel
- Courtetain-et-Salans
- Épenouse
- Épenoy
- Étalans
- Étray
- Eysson
- Fallerans
- Hautepierre-le-Châtelet
- Longechaux
- Longemaison
- Magny-Châtelard
- Nods
- Orsans
- Passonfontaine
- Rantechaux
- Valdahon
- Vanclans
- Vercel-Villedieu-le-Camp (reședință)
- Vernierfontaine
- Verrières-du-Grosbois